# NGC 7454
NGC 7454 (również PGC 70264 lub UGC 12305) – galaktyka eliptyczna (E4), znajdująca się w gwiazdozbiorze Pegaza. Odkrył ją William Herschel 15 października 1784 roku.